# Francis Howard (1er comte d'Effingham)
Pour les articles homonymes, voir Francis Howard.
Francis Howard, 1er comte d'Effingham (baptisé le 20 octobre 1683 - 12 février 1743), est un pair anglais et un officier de l'armée. 

## Biographie
Il est le deuxième fils de Francis Howard (5e baron Howard d'Effingham). Le 26 juillet 1722, il est capitaine de vaisseau et lieutenant-colonel du 3e régiment de gardes à pied. Il devient baron Howard d'Effingham en 1725, à la mort de son frère aîné, Thomas Howard. 
Il continue à monter en grade dans l'armée et devient lieutenant et lieutenant-colonel dans la 1re troupe des Horse Grenadier Guards le 15 juillet 1731. Il est créé comte d'Effingham le 8 décembre de la même année et nommé Comte-maréchal le 13 décembre. L'année suivante, le 22 juillet 1732, il reçoit la place de colonel d'un régiment de fantassins qu'il conserve jusqu'en 1737. Le 21 juin 1737, il devient capitaine et colonel de la 2nd Troop Horse Grenadier Guards, avec le grade de colonel de cheval, et est promu brigadier général le 2 juillet 1739. Le 22 décembre 1740, il devient capitaine et colonel de la 4e troupe de Horse Guards. Il meurt en février 1743 et son fils aîné, Thomas Howard (2e comte d'Effingham) (fils de sa première épouse Diana), lui succède alors officier des Horse Grenadier Guards. 